# Corey Haim
Corey Ian Haim (Toronto, 1971. december 23. – Burbank, 2010. március 10.) kanadai színész volt. Ismertté az 1987-es Az elveszett fiúk című filmben vált. Ebben a filmben Corey Feldmannel játszott; a duó később több egyéb filmben is szerepelt.

## Élete
1971. december 23-án született Torontóban, Judy és Bernie Haim gyermekeként. Szülei 1982-ben váltak el. Van egy nővére, Cari, és egy féltestvére, Daniel Lee. Zsidó származású volt.
Chomedey-ben, Laval-ban és Willowdale-ben nőtt fel. Több iskolába is járt.

## Halála
2010. március 10-én kórházba szállították, ahol délután két órakor halottnak nyilvánították. 38 éves volt. A halál okának eleinte a drogokat tették meg, de végül megállapították, hogy tüdőgyulladás következtében hunyt el.